# 1999년 일본 자유민주당 총재 선거
1999년 자유민주당 총재 선거(일본어: 1999年自由民主党総裁選挙)는 1999년 9월 21일에 실시된 자유민주당 총재를 선출하기 위한 선거다.

## 과정
1997년 총재 선거에서 하시모토 류타로가 승리했지만 1998년 참원선에서 자유민주당이 패배하자 그 책임을 지고 하시모토는 사퇴했다. 이후 치러진 총재 선거에서 오부치 게이조가 승리했지만 전임 하시모토의 잔여 임기만 수행해야 했기에 1999년에 임기 만료와 함께 총재 선거가 열리게 되었다.
오부치는 무투표 당선을 강력히 원했다. 그래서 굉지회를 막 계승한 가토 고이치를 회유하기 위해 차기 총재 자리를 은연중에 암시했다. 하지만 가토는 이를 무시하고 맹우이자 근미래정치연구회를 이끌던 야마사키 다쿠와 함께 총재 선거 출마를 선언했다. 가토는 차기 총재 후보 중에서도 유력한 정치인이었는데 이를 적극적으로 어필하기 위해 낙선을 하더라도 출마하는 게 유리하다고 판단했다.
결과는 예상대로 오부치의 압승으로 끝났지만 사태는 여기서 진정되지 않았다. 오부치는 자신에게 이빨을 드러낸 가토를 용서할 마음이 없었고 당선 이후의 당직·내각 인사에서 굉지회를 철저히 냉대했다. 이는 다음 해 가토의 난을 유발한 원인이 된다.
한편 21세기를 생각하는 모임·신정책연구회는 회장인 모리 요시로가 당시 간사장이었기에 현직 총재가 재선에 도전하는 이상 이를 지지하지 않을 수 없어 파벌 전체를 오부치 지지로 이끌었다. 총재 선거에 이미 두 차례 출마한 적이 있던 고이즈미 준이치로는 가토·야마사키와 함께 YKK로 불릴 만큼 가까운 사이였지만 이 둘을 지지하기보다는 파벌 회장인 모리의 뜻을 좇았다. 이후 모리는 오부치 사후 총재 자리를 이어받았으며 파벌 회장이 된 고이즈미는 가토의 난을 진압하는 데 앞장섰다.
이처럼 1999년 총재 선거는 이후 자민당을 둘러싼 정치적 움직임에 많은 영향을 끼친 선거였다. 참고로 이때 모리에게 강력하게 출마를 종용한 인물이 당시 재선 의원이던 아베 신조였다. 아베는 훗날 "우리 소장파 의원들의 요구대로 모리 씨가 대항마로 출마했더라면 후계 수상이 되지 못했을 거다. 그때 출마한 가토 씨는 결국 수상이 되지 못했다."라고 술회했다.

## 후보자
| 오부치 게이조                                                           | 가토 고이치                                                                  | 야마사키 다쿠                                                                 |
|                                                                         |                                                                              |                                                                               |
| 중의원 의원(12선, 군마현 제5구) 내각총리대신(1998-현직) 총재(1998-현직) | 중의원 의원(9선, 야마가타현 제4구) 내각관방장관(1991-1992) 간사장(1995-1998) | 중의원 의원(9선, 후쿠오카현 제2구 건설대신(1991-1992) 정무조사회장(1995-1998) |
| 헤이세이 연구회(오부치파)                                               | 굉지회(가토파)                                                               | 근미래정치연구회(야마사키파)                                                  |
| 도쿄부                                                                  | 아이치현                                                                     | 관동주                                                                        |

## 결과
| 후보자        | 득표수 |
| ------------- | ------ |
| 오부치 게이조 | 350표  |
| 가토 고이치   | 113표  |
| 야마사키 다쿠 | 51표   |